# Little Big Town
Little Big Town est un groupe américain de musique country. Fondé en 1998, le groupe est composé de quatre chanteurs ; Karen Fairchild, Kimberly Roads Schlapman, Jimi Westbrook, et Phillip Sweet. Le quatuor est connu pour ses harmonies vocales, faisant de chaque membre un chanteur important du groupe.
Après avoir signé un contrat avec Monument Records, ils réalisèrent leur premier album (Little Big Town) en 2002.
En 2005 est sorti leur deuxième album (The Road to Here) signé cette fois-ci chez Equity Music Group, un label indépendant créé par l’artiste Clint Black.
Leur troisième album (A Place to Land) est sorti en 2007.
Le 24 février 2017 le groupe sort un nouvel album intitulé The Breaker.

## Discographie

### Albums
| Année | Album            | Position   | Position | Position | RIAA              | Label             |
| Année | Album            | US Country | US 200   | US Indie | RIAA              | Label             |
| ----- | ---------------- | ---------- | -------- | -------- | ----------------- | ----------------- |
| 2002  | Little Big Town  | 40         | —        | —        |                   | Monument          |
| 2005  | The Road to Here | 12         | 51       | 1        | Disque de platine | Equity            |
| 2007  | A Place to Land  | 10         | 24       | 3        |                   | Equity            |
| 2010  | The Reason Why   | 1          | 5        | —        |                   | Capitol Nashville |
| 2012  | Tornado          | 1          | 2        | —        | Disque de platine | Capitol Nashville |
| 2014  | Pain Killer      | 3          | —        |          | Disque de platine | Capitol Nashville |
| 2016  | Wanderlust       | —          | 103      | —        |                   | Capitol Nashville |
| 2017  | The Breaker      | 1          | 4        | —        |                   | Capitol Nashville |
| 2020  | Nightfall        |            |          |          |                   | Capitol Nashville |

### Singles
| Année | Single                       | Positions  | Positions  | Album            |
| Année | Single                       | US Country | US Hot 100 | Album            |
| ----- | ---------------------------- | ---------- | ---------- | ---------------- |
| 2002  | "Don't Waste My Time"        | 33         |            | Little Big Town  |
| 2002  | "Everything Changes"         | 42         |            | Little Big Town  |
| 2005  | "Boondocks"                  | 9          | 46         | The Road to Here |
| 2006  | "Bring It on Home"           | 4          | 58         | The Road to Here |
| 2006  | "Go Tell It on the Mountain" | 35         |            | single only      |
| 2006  | "Good as Gone"               | 18         |            | The Road to Here |
| 2007  | "A Little More You"          | 20         | 101        | The Road to Here |
| 2007  | "I'm With the Band"          | 32         |            | A Place to Land  |
| 2008  | "Fine Line"                  | 31         |            | A Place to Land  |
| 2008  | "Good Lord Willing"          | 43         |            | A Place to Land  |
| 2010  | "Little White Church"        | 6          | 59         | The Reason Why   |
| 2010  | "Kiss Goodbye"               | 42         |            | The Reason Why   |
| 2011  | "The Reason Why"             | 42         |            | The Reason Why   |